# Massamá e Monte Abraão
Massamá e Monte Abraão (llamada oficialmente União das Freguesias de Massamá e Monte Abraão) es una freguesia portuguesa del municipio de Sintra, distrito de Lisboa.

## Historia
Fue creada el 28 de enero de 2013 en aplicación de una resolución de la Asamblea de la República de Portugal promulgada el 16 de enero de 2013 con la unión de las freguesias de Massamá y Monte Abraão, pasando su sede a estar situada en la antigua freguesia de Massamá.
Forma parte de la ciudad de Queluz.

## Demografía
| Gráfica de evolución demográfica de Massamá e Monte Abraão entre 2011 y 2021 |
|                                                                              |
| Datos según el nomenclátor publicado por el INE portugués.                   |